# Leona (album)
Leona je první studiové album Leony Machálkové. Nahráno bylo ve studiu SONO a vyšlo roku 1996. Album vydalo vydavatelství Forte. 

## Seznam skladeb
| Leona          | Leona                                                                                   | Leona |
| Pořadí         | Název                                                                                   | Délka |
| -------------- | --------------------------------------------------------------------------------------- | ----- |
| 1.             | Ukolébavka (Roman Holý, Gabriela Osvaldová)                                             | 4:12  |
| 2.             | Děj se děj ((duet s Romanem Dragounem)) (Roman Holý, Vojtěch Dyk)                       | 4:07  |
| 3.             | Pár tvejch očí (Lubomír Holzer, Roman Holý, Vojtěch Dyk)                                | 4:01  |
| 4.             | Beránek (Roman Holý, Gabriela Osvaldová)                                                | 4:23  |
| 5.             | Píseň ke kuchyňskému stolu ((duet s Bohoušem Josefem)) (Lubomír Holzer, Lubomír Holzer) | 3:37  |
| 6.             | Průhledná (Boris Urbánek, Petr Šiška)                                                   | 4:35  |
| 7.             | Imrvére (Roman Holý, Dušan Hlaváček)                                                    | 4:01  |
| 8.             | Klíč (Roman Holý, Vojtěch Dyk)                                                          | 4:34  |
| 9.             | Schody z písku (Boris Urbánek, Václav Kopta)                                            | 4:04  |
| 10.            | Dej na mě (Andrej Šeban, Václav Kopta)                                                  | 4:05  |
| 11.            | Prošla tmou (Lubomír Holzer, D. Kohout)                                                 | 4:15  |
| Celková délka: | Celková délka:                                                                          | 46:03 |